# Тиц, Фердинанд (скульптор)

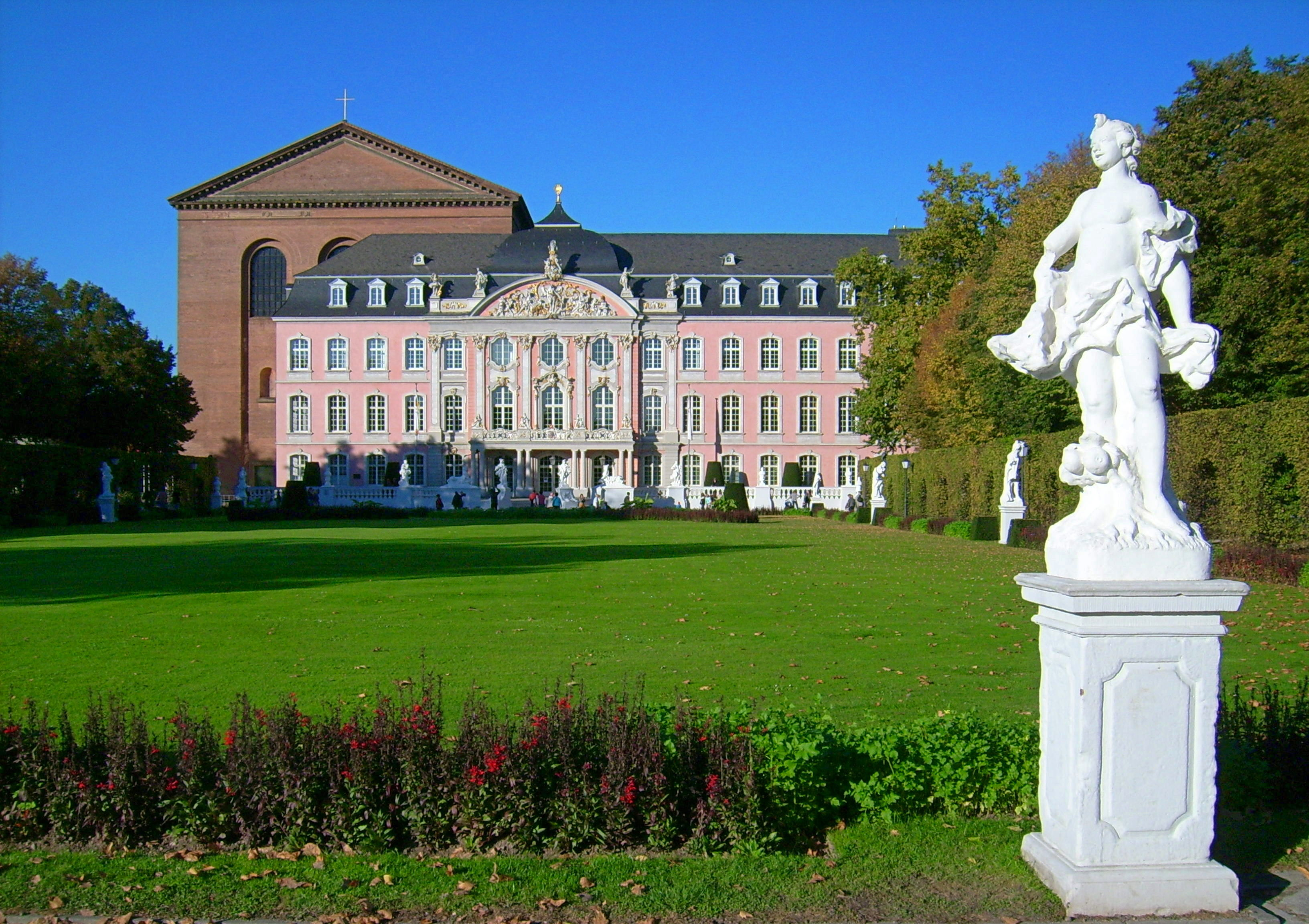
Скульптура работы Тица в Дворцовом саду Трира

Фердинанд Тиц (нем. Ferdinand Tietz либо Ferdinand Dietz, 1708, Йезержи, Богемия — 17 июня 1777, замок Зеехоф вблизи Меммельсдорфа) — немецкий скульптор рококо.
Фердинанд Тиц успел поработать в пяти германских княжествах: Бамберге, Вюрцбурге, Трире, Шпейере и Кёльне и служил шести епископам.
Адам Фердинанд Тиц был вторым сыном скульптора Иоганна Адама Дица (Фердинанд сменил первую букву в фамилии). Вместе со старшим братом Фердинанд изучал ремесло скульптора в мастерской своего отца. После этого она находился в обучении у пражского скульптора Маттиаса Бернхарда Брауна.
С 1736 г. Тиц работал у Бальтазара Неймана. Его первыми самостоятельными работами стали фигуры для главного алтаря в церкви Гаукёнигсхофена близ Оксенфурта. Тиц создал большое количество скульптур, некоторые из них можно увидеть в музеях Вюрцбурга и Нюрнберга. Десять барочных скульптур Тица установлены в часовне дворца в Мальберге.

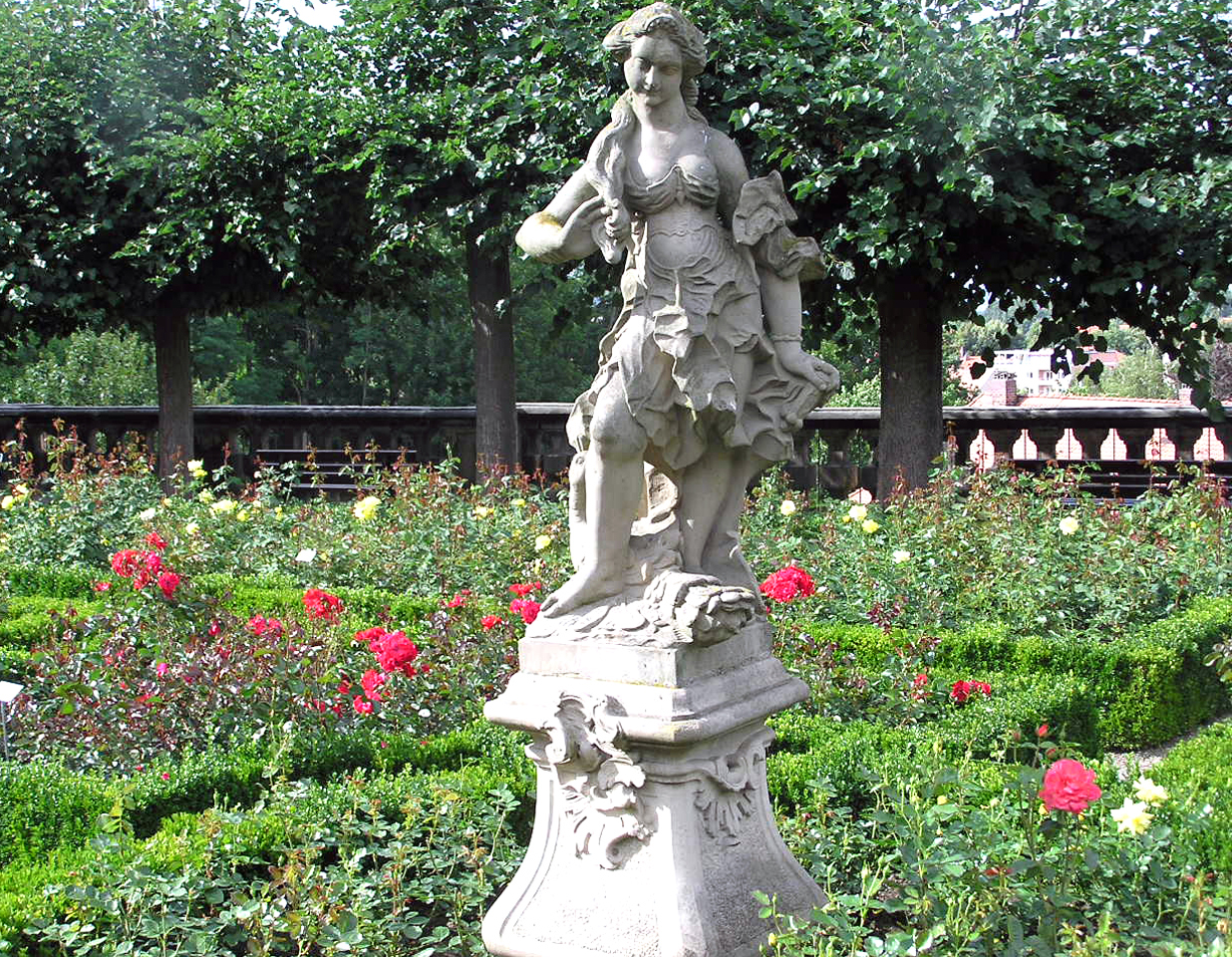
Скульптура Фердинанда Тица в Розовом саду Новой Резиденции Бамберга
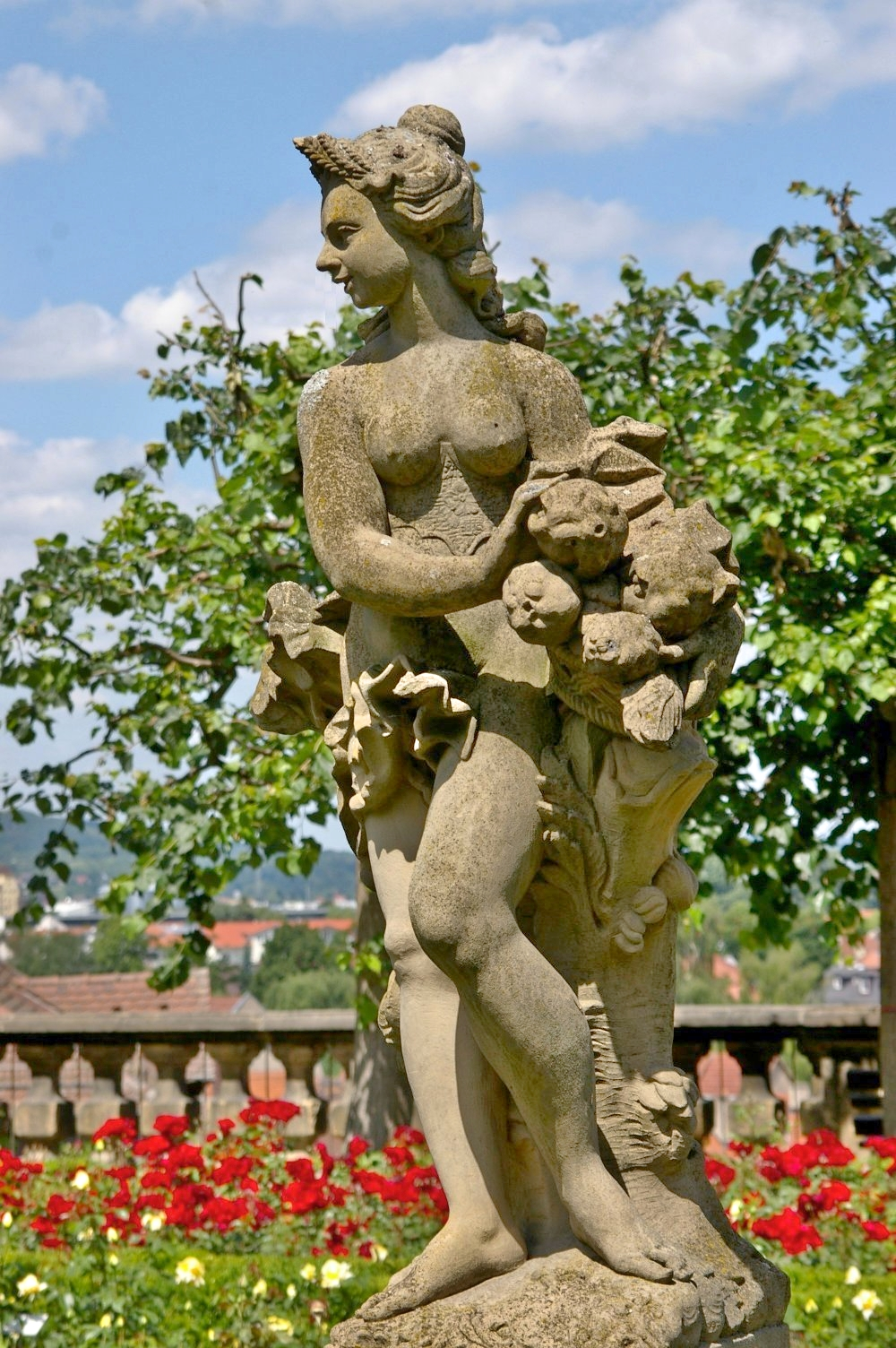
Бамберг, Розовый сад
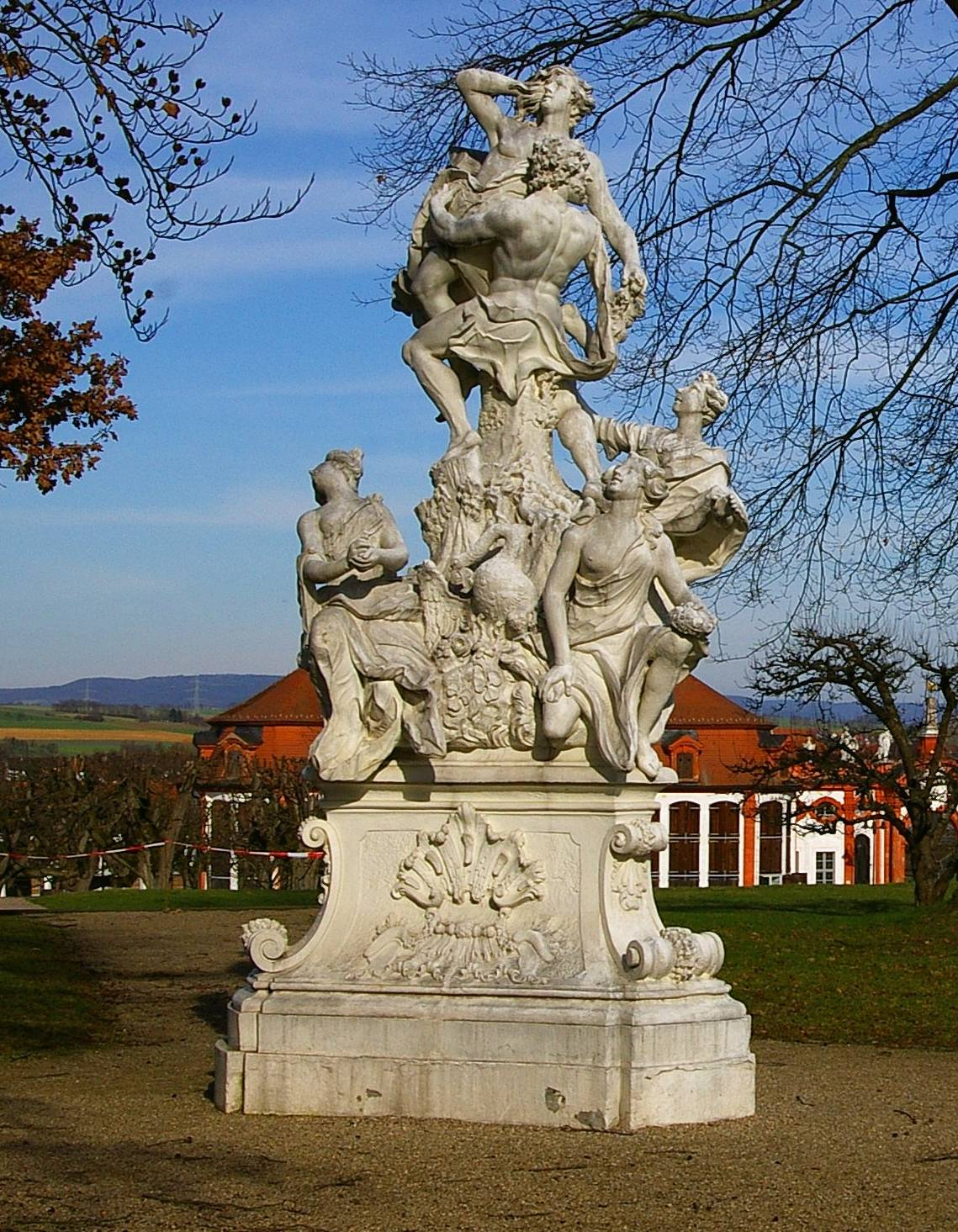
Дворцовый парк в Зеехофе. «Похищение Прозерпины»
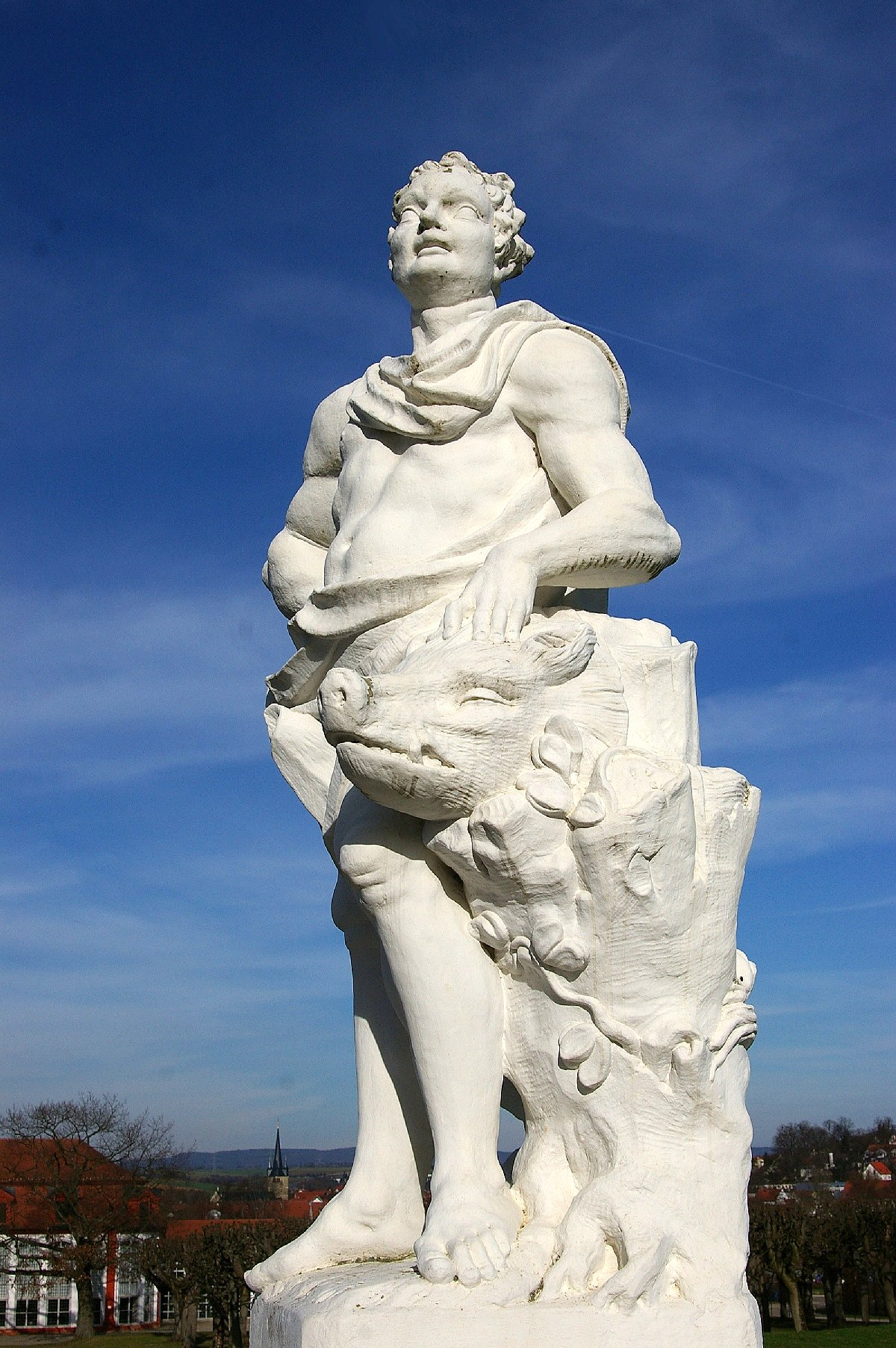
Дворцовый парк в Зеехофе - «Сцена охоты»